# Hermann Otto von Westerholt zu Westerholt und Alst
Hermann Otto von Westerholt zu Westerholt und Alst (Taufname: Hermann Otto Niclas Dietrich) (* 1625 im Haus Alst; † 13. Februar 1708 in Haselünne) war kurkölnischer Kämmerer.

## Leben

### Herkunft und Familie
Hermann Otto von Westerholt zu Westerholt und Alst wuchs als Sohn des Bernhard von Westerholt zu Hackfort und der Sophia Elisabeth von Westerholt (1600–1638, Erbtochter) mit seinen Geschwistern Hermann Goswin (* 1634, Domherr in Osnabrück), Jakob Wilhelm (* 1627, Jesuit, Priesterweihe 1662) und Burckhardt Wilhelm in der uralten westfälischen Adelsfamilie Westerholt auf. Die Eltern verloren im November 1638 beim Kampf um Vechta ihr Leben.
1655 heiratete er mit päpstlichem Dispens die Reichsfreiin Anna Elisabeth Sybilla von Westerholt zu Westerholt (1630–1670), eine Cousine zweiten Grades. Sie war die Tochter des Niclas von Westerholt und seiner Frau Anna von der Recke zu Steinfurt,  Erbin in Westerholt. Damit begründete er die Linie Westerholt zu Westerholt. Aus dieser Ehe stammen die Söhne Bernhard Heinrich Burckhardt und Dietrich Hermann (* 1661, Domherr in Münster und Halberstadt).
Die zweite Ehe schloss er am 15. März 1670 in Schonebeck mit Anna Elisabeth Sibylle von Brabeck zu Brabeck († 26. September 1676, Schwiegermutter seines Sohnes Bernhard Heinrich Burckhardt), die dritte Ehe am 9. August 1676 in Osnabrück mit Catharina Margaretha von Ledebur zu Quernheim († 1681). Diese Ehe brachte den Sohn Gregor Theodor (* 1680). Schließlich war er in vierter Ehe mit der bürgerlichen Adelheid zum Sande verheiratet.

### Beruflicher Werdegang
In die Zeit seiner Regentschaft fällt die Eroberung und Zerstörung der alten Ritterburg durch die Hessen in den Jahren 1650 und 1653. Dabei wurde das gesamte Archivmaterial vernichtet.
Er war während des Türkenkrieges 1663/1664 Obristleutnant in einem Regiment zu Pferde. Am 20. Juli 1684 wurde er zum kurkölnischen Kämmerer ernannt.
Am 13. April 1677 übertrug er die Familiengüter auf seinen Sohn Bernhard Heinrich Burckhardt.